# Pogonocherus ovatus
Pogonocherus ovatus är en skalbaggsart som först beskrevs av Johann August Ephraim Goeze 1777.  Pogonocherus ovatus ingår i släktet Pogonocherus och familjen långhorningar.
Artens utbredningsområde är Frankrike. Arten har ej påträffats i Sverige. Inga underarter finns listade i Catalogue of Life.